# تحالف المثليين والمثليات ضد التشهير
تحالف المثليين والمثليات ضد التشهير  هي منظمة أمريكية غير حكومية للرصد الإعلامي. تأسست في الأصل كاحتجاج ضد التغطية التشهيرية للمثليين والمثليات وتصويرهم في وسائل الإعلام وصناعات الترفيه، وقد توسعت منذ ذلك الحين لتشمل الأشخاص الكوير، ومزدوجي الميل الجنسي، والمتحولين جنسيًا.

## التاريخ
تأسس التحالف في مدينة نيويورك باسم التحالف المثلي والمثليات ضد التشهير في عام 1985 للاحتجاج على ما اعتبرته تغطية تشهيرية بواسطة صحيفة "نيويورك بوست"، مارس التحالف  ضغوطًا على المنظمات الإعلامية لإنهاء ما رأته تقارير معادية للمثلية. عُقدت الاجتماعات الأولية في منازل العديد من الناشطين في نيويورك وبعد ساعات العمل في مجلس ولاية نيويورك للفنون. وقّع أول اجتماع تم الإبلاغ عنه في 14 نوفمبر 1985. ضمت المجموعة المؤسسة عالم السينما فيتو روسو؛ غريغوري كولوفاكوس، الذي كان آنذاك ضمن طاقم مجلس الفنون في ولاية نيويورك ولاحقًا أصبح أول مدير تنفيذي؛ داريل ييتس ريست؛ ألين بارنيت؛ وجويل غوميز، أول أمين صندوق للمنظمة
.
في عام 1987، بعد اجتماع مع GLAAD، غيرت صحيفة "نيويورك تايمز" سياستها التحريرية لاستخدام كلمة "مثلي" بدلاً من المصطلحات الأكثر قسوة التي تشير إلى المثلية. ودعا تحالف  وكالة الأسوشيتد برس ومصادر الأخبار التلفزيونية والمطبوعة الأخرى لاتباع ذلك. سرعان ما امتد تأثير  التحالف إلى لوس أنجلوس، حيث بدأ المنظمون العمل مع صناعة الترفيه لتغيير الطريقة التي يتم بها تصوير المجتمع المثلي والمثليات على الشاشة.
أطلقت مجلة "Entertainment Weekly" على التحالف لقب واحد من أقوى الكيانات في هوليوود، ووصفته صحيفة "لوس أنجلوس تايمز" بأنها "ربما واحدة من أنجح المنظمات التي تضغط على الإعلام من أجل الشمولية".